# Турчанов, Вячеслав Игоревич
Вячесла́в И́горевич Турча́нов (укр. В'ячеслав Ігорович Турчанов; род. 3 августа 1991, Киев) — украинский футболист, полузащитник клуба «Колос-2». Выступал за молодёжную сборную Украины.

## Ранние годы
Воспитанник киевского «Арсенала».

## Клубная карьера
После завершения обучения заключил контракт с днепропетровским «Днепром». В этой команде провёл три сезона в дубле, но в Премьер-лиге так и не дебютировал.
В 2010 году перешёл в «Оболонь». Сезон 2010/2011 играл за дубль «пивоваров». В высшем дивизионе дебютировал 6 ноября 2011 года в игре с донецким «Шахтёром», выйдя в стартовом составе. На 74-й минуте игры был заменён Сергеем Барилко. В Премьер-лиге сыграл 10 матчей. По результатам сезона «Оболонь» опустилась в первую лигу, после нескольких месяцев в которой окончательно снялась с соревнований. Второй круг сезона 2012/2013 Турчанов провёл в родном киевском «Арсенале».
Летом 2013 года перешёл в «Полтаву». За эту команду за полтора сезона сыграл 36 матчей. После завершения осенней части сезона 2014/2015 покинул полтавский клуб.
1 марта 2016 года был заявлен за «Арсенал-Киев».

## Международная карьера
С 2009 по 2011 годы играл за юношеские сборные Украины. В 2012 году тренер Павел Яковенко вызывал Турчанова в молодёжную сборную.

## Достижения
«Нива» (Бузовая)
- Победитель Второй лиги Украины: 2022/23